# Kościół Matki Bożej Częstochowskiej w Lisowie
Kościół Matki Bożej Częstochowskiej w Lisowie – katolicki kościół filialny zlokalizowany we wsi Lisowo w gminie Chociwel, w powiecie stargardzkim (województwo zachodniopomorskie). Należy do parafii Matki Boskiej Bolesnej w Chociwlu.

## Historia i architektura
Kościół został wzniesiony w 1858 roku. Sytuowany na planie prostokąta, jest budowlą salową, orientowaną, pozbawioną wieży i wyodrębnionego prezbiterium. Do jego budowy użyto kamienia łupanego, wykończonego w detalach cegłą. Świątynię nakrywa dwuspadowy dach. W ścianie zachodniej umieszczony jest ostrołukowy, uskokowy portal wejściowy. W szczycie ścian wschodniej i zachodniej znajduje się oculus. W ścianach bocznych znajdują się po trzy ostrołukowe okna wypełnione witrażami. W ścianie wschodniej znajdują się dwie wnęki bez okien.
Wnętrze kościoła nakrywa pobielany sufit. Zachowały się XIX-wieczne ławki, ambona oraz empora chórowa. W zachodniej ścianie kościoła umieszczone jest epitafium rodziny von Wedel, z inskrypcją w języku niemieckim. Teren wokół kościoła otacza dawny cmentarz ewangelicki, z pozostałościami dawnych żeliwnych krzyży nagrobnych.
Po II wojnie światowej kościół został poświęcony jako świątynia katolicka w dniu 15 września 1948 roku przez księdza Stanisława Zygiela TChr.